# Machines anatomiques

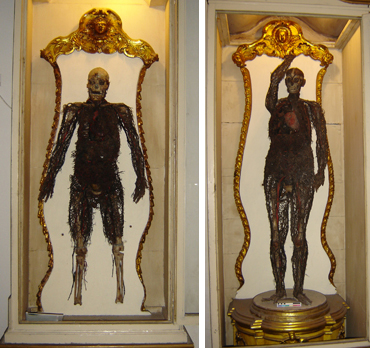
Les machines anatomiques

Les machines anatomiques, situées à Naples, commandées par Raimondo di Sangro et datant de la seconde moitié du XVIIIe siècle (vers 1763-1764), se présentent sous la forme de deux squelettes respectivement de femme et d'homme, suspendus verticalement et enchâssés dans deux présentoirs distincts, en bois blanc, vitrés sur le devant. Outre les os authentiques, ces curiosités anatomiques présentent une reproduction du système cardio-vasculaire faite de fils métalliques, fibres et cires colorées, et de quelques organes que l'on pense faits à base de bois et cire,
Le fœtus d'un nouveau-né de sexe féminin, conservé ou reproduit, fut dérobé sur les lieux durant les années 1960. Il était disposé entre les pieds du squelette de femme.
Ces « machines » (au sens ici de mécanique, cf. Descartes) sont préservées dans les souterrains de La Piatella, actuelle chapelle privée de Sansevero Santa Maria della Pietà, dépendant de la famille d'Aquino, de style Renaissance napolitaine et proche du centre historique de la ville. Leur célébrité tient d'une part à la qualité du travail de reproduction mais aussi et surtout à son aspect réaliste, qui a fait croire pendant plusieurs siècles à l'utilisation d'un procédé de conservation inconnu. Si l'authenticité des réseaux d'artères et veines a été longtemps objet de débat, elle a été réfutée par le repérage d'une erreur importante sur le squelette masculin d'abord, puis par la preuve analytique de la nature artificielle des réseaux.

## Hypothèses concernant l'identification
L'identité de ces corps est totalement inconnue. D'aucuns penchent pour des domestiques du Prince, l'assistant dans ses travaux alchimiques. D'abord installés dans l'appartement du prince de San Severo, ils furent ensuite transférés dans la principale chambre souterraine de la chapelle. D'autres pensent que le squelette masculin n'est autre que celui du prince, empoisonné par l'un de ses propres et fort nombreux ennemis (membres du clergé, francs-maçons — dont il fut un temps l'un des membres —, etc.).

## Hypothèses concernant la création
L'aspect assombri des couleurs du résultat final a pu faire croire à l'utilisation d'une solution à base de mercure, injectée dans le système vasculaire, pétrifiant l'ensemble du réseau. Cependant les aiguilles creuses et effilées en biseau ne furent inventées que durant la seconde moitié du XIXe siècle, après la seringue à piston de Charles Gabriel Pravaz en 1841. Le fait que les corps furent découverts alors que l'anatomie vasculaire humaine n'était pas connue avec grande précision a également semblé incompatible avec l'hypothèse d'une reconstitution artificielle.
Le corps de l'homme, fixé à même le mur, est beaucoup plus dégradé que celui de la femme, qui conserve des globes oculaires bien sphériques et brillants. Manque ainsi une grande partie du bas réseau vasculaire masculin, à hauteur du tiers inférieur des cuisses. Les vaisseaux du visage sont absents chez l'homme et l'ossature de ses deux pieds a disparu. Celui de la femme est posé sur un socle tournant.
Le triptyque de la machine anatomique de Di Sangro aurait été exposé à Naples puis vendu à Raimondo di Sangro par Giuseppe Salerno, médecin anatomiste de Palerme, et selon le travail de l'historien Domenico Scinà, livrés en 1753 pour le squelette masculin et 1758 pour le squelette féminin, assorti d'un fœtus de quatre mois, travail exécuté par Paolo Graffeo, de Palerme,
En 2008, des scientifiques de l'Institut d'Archéologie de l'University College de Londres (UCL) ont conclu, après analyse de fragments du réseau, que ce dernier était en fait composé de fibres de soie et de petits câbles métalliques, enrobés de cire de couleur, nécessitant quoi qu'il en soit une dextérité hors norme associée à des connaissances anatomiques incongrues pour l'époque. Les organes internes restants n'ont, quant à eux, pas été examinés.